# Erik Lifh
Erik Anders Fritiof Lifh, född 30 maj 1916 i Valbo, död 27 mars 2001 i Västerås, var en svensk friidrottare (höjdhopp). Han blev svensk mästare i höjdhopp 1942 på 192 centimeter. Han tävlade bland annat för Västerås SK. Han är far till författaren Anders Lif.